# Sierra de Béjar (sierra)
La sierra de Béjar es una formación montañosa con dirección noreste-suroeste perteneciente al sistema Central, en la península ibérica.

## Geografía

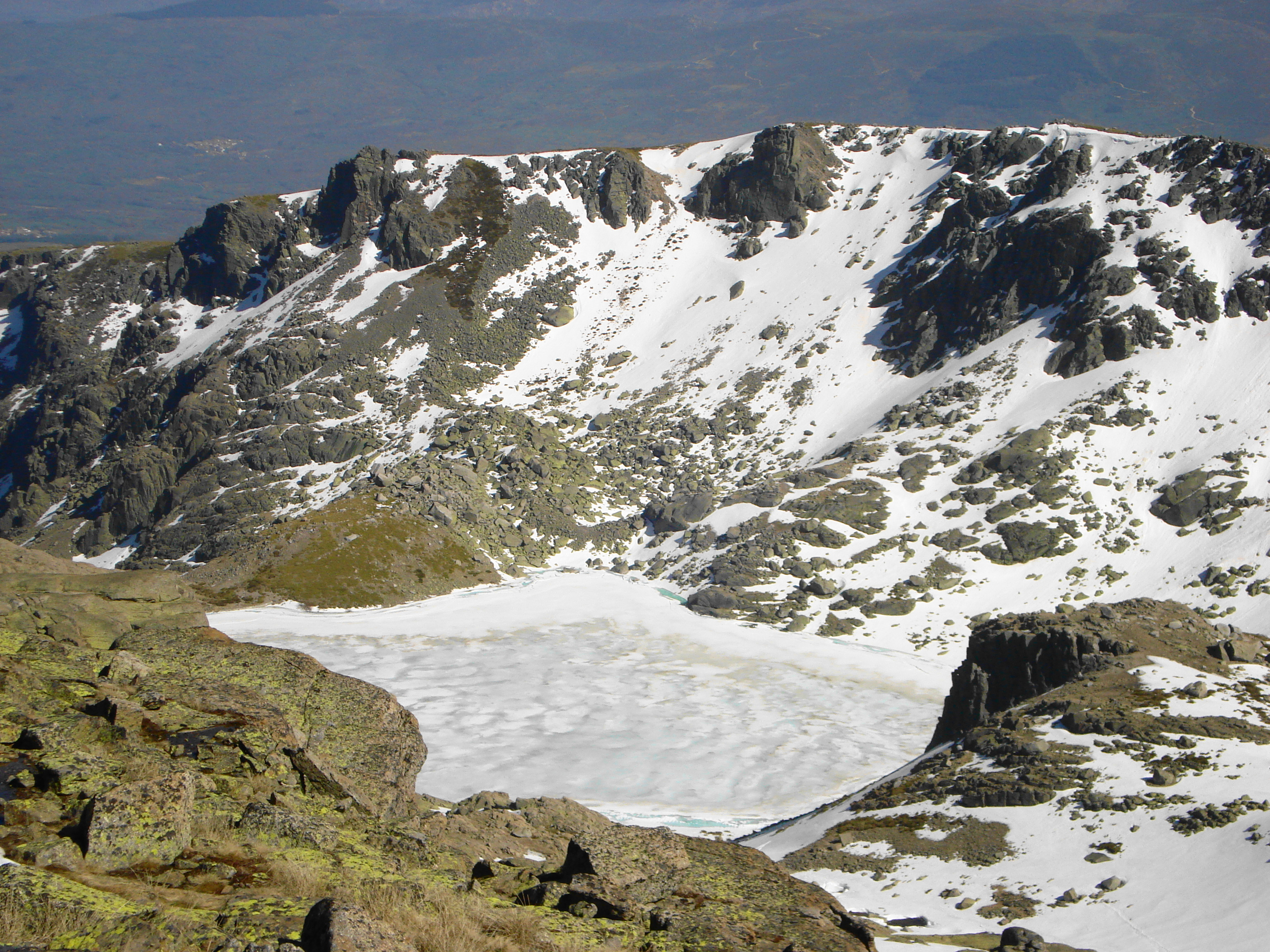
Laguna Grande del Trampal.

La sierra de Béjar, (en el término municipal de Solana de Ávila), que forma parte del sistema Central, es considerada por algunos autores como el sector más occidental de la sierra de Gredos. Se encuentra a caballo entre las provincias españolas de Salamanca, Ávila y Cáceres.
En ella abundan granitos, granodioritas y migmatitas. Su cota más alta es el Canchal de la Ceja (2428 m s. n. m.) y en sus laderas se encuentra la estación de esquí de La Covatilla. En su vertiente oriental se encuentran las lagunas del Trampal y la Laguna del Duque. Supone una barrera física de separación entre los valles de los ríos Jerte y Aravalle —al este, en las provincias de Ávila y Cáceres— y el llamado «Corredor de Béjar», al oeste, en la provincia de Salamanca.
Se compone de otros subsistemas como la sierra de Candelario, La Covatilla y el macizo de Vallejera, Sierra del Carrascal en Medinilla (Ávila), La Hoya y El Tejado. Existen dos vértices geodésicos, uno en el Calvitero y otro en Cabeza Gorda.

## Cumbres
| Principales picos de la Sierra de Béjar                              |                       |                       |                      |
|                                                                      | Nombre                | Subsistema            | Altitud (m s. n. m.) |
| 01                                                                   | Canchal de la Ceja    | Sierra de Candelario  | 2429                 |
| 02                                                                   | Calvitero             | Sierra de Candelario  | 2401                 |
| 03                                                                   | Hoya Moros            | Sierra de Candelario  | 2380                 |
| 04                                                                   | Canchal Negro         | La Covatilla          | 2368                 |
| 05                                                                   | Los Hermanitos        | Sierra de Hervás      | 2256                 |
| 06                                                                   | Peña Negra de Becedas | La Covatilla          | 2190                 |
| 07                                                                   | Pico del Águila       | La Covatilla          | 2063                 |
| 08                                                                   | Peña del Alaíz        | La Covatilla          | 1915                 |
| 09                                                                   | Peña Negra            | Sierra de Candelario  | 1609                 |
| 10                                                                   | Cabeza Gorda          | Serranía de Vallejera | 1523                 |
| 11                                                                   | Peña de la Cruz       | Monte del Castañar    | 1443                 |
| 12                                                                   | Piquitos              | Serranía de Vallejera | 1425                 |
| 13                                                                   | Risco Gordo           | Serranía de Vallejera | 1395                 |
| 14                                                                   | Cerro del Berrueco    | Macizo del Tejado     | 1355                 |
| Fuente: Dirección General del Instituto Geográfico Nacional (España) |                       |                       |                      |